# Stylianós Myyakis
Stylianós Myyakis (Rétino, Creta, Grecia, 5 de mayo de 1952) es un deportista griego retirado especialista en lucha grecorromana donde llegó a ser campeón olímpico en Moscú 1980.

## Carrera deportiva
En los Juegos Olímpicos de 1980 celebrados en Moscú ganó la medalla de oro en lucha grecorromana de pesos de hasta 62 kg, por delante del luchador húngaro István Tóth (plata) y el soviético Boris Kramarenko (bronce).